# Esquimalt and Nanaimo Railway
Die Esquimalt and Nanaimo Railway (seit 2006 nach zehn Jahren und mehreren Namensänderungen E & N Railway oder einfach E&N genannt) ist eine 160 km lange Eisenbahnverbindung auf Vancouver Island, der bei weitem größten der der kanadischen Pazifikküste vorgelagerten Inseln. Die E & N Railway verbindet die Provinzhauptstadt Victoria über Nanaimo - mit Stichbahnen nach Parksville bzw. Port Alberni - mit Courtenay. Die Strecke ist seit 2006 im Besitz der Island Corridor Foundation, einer Stiftung der ortsansässigen Indianerverbände und der Gemeinden, und wird als Southern Railway of Vancouver Island geführt.
Aufgrund von Sicherheitsbedenken angesichts des Streckenzustands wurde der Schienenpersonenverkehr auf Vancouver Island am 18. März 2011 vorübergehend eingestellt. Mit derselben Begründung wurde im Herbst 2014 auch ein Großteil des Schienengüterverkehrs bis auf Weiteres aufgegeben. Schienengüterverkehr wird seither fast ausschließlich in Nanaimo durchgeführt, wo sich sowohl das Fährterminal mit Verbindung zum Festland als auch die wichtigsten Kunden befinden.
2020 wurde ein neuer, durch das Ministry of Transportation and Infrastructure der Provinz beauftragter, Bericht veröffentlicht. Nach diesem Bericht würde die Instandsetzung des Schienennetzes zur Wiederaufnahme eines Fracht- und Personenverkehrs, je nach Umfang und Servicelevel, zwischen 227 Millionen kan$ und 728 Millionen kan$ kosten. Untersucht wurde dabei eine Hauptstrecke zwischen Victoria und Courtenay, mit einer Zweigstrecke zum Hafen von Nanaimo und einer optionalen Zweigstrecke nach Port Alberni.

## Geschichte
Die Geschichte des Eisenbahnbaus ist aufs engste mit der Entstehung Kanadas verbunden, denn British Columbia hatte als eine der Vorbedingungen zum Beitritt zur Kanadischen Konföderation 1871 eine Eisenbahnverbindung bis zur Ostküste gestellt. Der Endpunkt im Westen war unklar, doch sollte er über eine Brücke über die Seymour Narrows Vancouver Island an das entstehende Eisenbahnnetz anbinden. Eine Brücke wurde bis heute weder für Straße noch Schiene gebaut. Der Premierminister der Provinz Amor De Cosmos setzte am 7. Juni 1873 durch, dass dieser Routenplan von der Regierung in Ottawa angenommen wurde. Westlichster Haltepunkt sollte Esquimalt werden.
Doch der Bau der Canadian Pacific Railway verzögerte sich, so dass Premierminister George Anthony Walkem 1874 mit dem Austritt aus der Konföderation drohte und eine Eingabe an die Königin schickte. Auf Intervention des Kolonialsekretärs, Henry Herbert, 4. Earl of Carnarvon, wurde immerhin vereinbart, eine Eisenbahnverbindung von Esquimalt nach Nanaimo zu bauen. Doch der kanadische Senat lehnte dies ab, woraufhin British Columbia erneut mit der Sezession drohte. Trotz Vermittlung des Vizegouverneurs kam man zu keiner Einigung. Stattdessen zog man einen Endbahnhof der Canadian Pacific Railway auf dem Festland vor.
Neben den führenden Politikern, die das Bauprojekt vorantreiben wollten, war Robert Dunsmuir, der reichste Mann der Provinz, die treibende Kraft. Er war Regierungsmitglied und daran interessiert, seine Kohlegruben mit der Provinzhauptstadt zu verbinden. Seine Wirtschaftsinteressen rückten allerdings stärker die Bahn- und Fährverbindung in den Süden, also nach Washington und Oregon, bzw. Kalifornien in den Mittelpunkt. Hier konnte er den Löwenanteil seiner Kohle verkaufen. Mit Empfehlungsschreiben des ersten Vizegouverneurs von British Columbia, Joseph William Trutch, und des Neubraunschweiger Politikers und „Vaters der Konföderation“ John Hamilton Gray reiste er nach Ottawa. Währenddessen konkurrierte die in Vancouver ansässige, aber von Lewis M. Clement aus San Francisco kontrollierte Vancouver Land and Railway Company um den Bau, dessen Kosten Dunsmuir auf 1,5 Millionen kan$ geschätzt hatte. Doch gelang es den Amerikanern nicht, die nötige Finanzierung sicherzustellen.
So unterzeichneten Regierungsvertreter 1883 einen Vertrag mit Dunsmuir, eine Eisenbahnverbindung von Esquimalt nach Nanaimo zu bauen. Dazu erhielt Dunsmuir die gleichen Landzuweisungen von rund 800.000 Acre, die man schon den Amerikanern zugesichert hatte (rund 3.200 km²). Dazu kamen 750.000 kan$. Diese Vermischung von politischem Mandat und ökonomischen Interessen stieß zwar auf Vorbehalte, doch zusammen mit Charles Crocker, Collis P. Huntington und Leland Stanford aus Kalifornien gründete Dunsmuir, der selbst Präsident wurde, die Esquimalt & Nanaimo Railway. Zugleich besaß er die Hälfte der Aktienanteile. 
In dem zugesagten Gebiet wehrten sich jedoch zahlreiche Farmer gegen die Enteignung, so dass die Gesellschaft als Kompensation weiteres Land, vor allem zwischen Crown Mountain und Seymour Narrows erhalten sollte. Die Provinz kam also durch Barzuschüsse und beinahe 20 % der Fläche der Insel zu einem Kontrakt, bei dem am Ende eine private Bahngesellschaft stand.
Am 13. August 1886 trieb Premierminister Macdonald mit einem silbernen Hammer den letzten (goldenen) Nagel durch die letzte Schwelle bei Cliffside, 40 km nördlich von Victoria. Die Eisenbahnlinie wurde 1887 bis nach Wellington, wo eine von Dunsmuirs Kohlegruben war, ausgebaut, und erreichte Victoria 1888. 1911 wurde eine Strecke nach Port Alberni, 1912 nach Lake Cowichan, 1914 nach Courtenay gebaut. Der Erste Weltkrieg verhinderte den Weiterbau nach Campbell River.
Mit dem Rückzug der Dunsmuir-Familie aus dem Eisenbahnsystem übernahm die CPR die Strecke im Jahr 1905 von Robert Dunsmuirs Sohn James. VIA Rail führte den wichtigsten Zug ab 1978, als CPR versuchte, seine unrentablen Strecken loszuwerden. 1996 verkaufte die CPR die Frachtdienste an der Fähre, doch die Güterzüge verkehrten noch bis 1999. In diesem Jahr übernahm RailAmerica die Strecke zwischen Nanaimo und Port Alberni, verpachtete die Strecke aber an den RailAmerica-Subkontraktor E and N Railway Company.
Die mit Diesellokomotiven geführten Reisezüge wurden im Auftrag von VIA Rail Canada betrieben. Der Malahat genannte Zug fuhr täglich zwischen Victoria und Courtenay, mit festen Halten in Duncan, Nanaimo und Parksville, sowie Bedarfshaltestellen. In Nanaimo und Victoria bestanden Umsteigemöglichkeiten zu den Fähren Richtung Vancouver.
Mit dem Ausbau des Straßennetzes, vor allem des Highway 1 von Victoria nach Nanaimo, wurde die Strecke endgültig unrentabel, zumal selbst die Zellstofffabriken inzwischen die Straße vorzogen. Auch der Versuch, eine Touristenbahn in den Jahren 2000 und 2001 verkehren zu lassen (Pacific Wilderness Railway) war nicht erfolgreich.
RailAmerica und die CPR waren bereit, ihre Rechte aufzugeben. Eine Stiftung, die eine Partnerschaft zwischen den First Nations entlang der Eisenbahnlinie (wie den Hupacasath, Chemainus, Comox und Cowichan) und den Ortschaften darstellt, wurde gegründet. Diese Island Corridor Foundation übernahm im Februar 2006 die 234 km langen Strecken, dazu die Strecke nach Port Alberni. Seit dem 1. Juli 2006 verkehrt die Southern Railway of British Columbia. Dazu kommen Ländereien, wie etwa am Rand der Kernstadt von Victoria (Roundhouse Heritage site) oder bei Bamberton.